# Saltgade (Ribe)
Saltgade er en gade i Ribe, der fungerer som samlingspunkt for Nederdammen, Sct. Nicolaj Gade og Tvedgade. Her fra løber gaden mod nord, til Plantagevej går på tværs. Undervejs passer gaden Hvidebro, der løber over Tved Å, der for enden af Hovedengen løber ud i Ribe Å.
I gaden findes det nyere opført Saltgadehus, hovedbygningen på det tidligere Ribe Jernstøberi. Især hjørnet Saltgade/Seminarievej, har været ændret en del gennem tiden. Her har været svineslagteri, brandstation og nu store flotte butikslokaler med store udstillingsvinduer.
Seneste byggeri i gaden, er en nyopført discountbutik til kæden Lidl. Byggeriet er starten/planlagt til at indgå i et større projekt, hvor Ribe Jernstøberi's gamle produktionsbygninger i dag er placeret. 
Gaden har sit navn fra den tid, hvor friserne sejlede op af Ribe Å og lagde til ved åløbene ved Ydermøllen og Hvidebro. Her fra solgt de salt via en del boder, der var at finde i gaden.
- Jernstøberiets gamle hovedbygning
- Saltgadehus
- Bageriet "Pompei" i no 7
- Saltgade før 1909
- Saltgade set fra nord, Johan Rohde 1894